# Tscheremosch
Der Tscheremosch (deutsch auch Czeremosch oder Czeremosz, ukrainisch Черемош; russisch Чере́мош, Черемошель; polnisch Czeremosz; rumänisch Ceremuş) ist ein rechter Nebenfluss des Pruth in der Westukraine in der Oblast Iwano-Frankiwsk und der Oblast Tscherniwzi.
Der Fluss entsteht durch den Zusammenfluss von Tschornyj Tscheremosch (links, „Schwarzer Tscheremosch“) und Bilyj Tscheremosch (rechts, „Weißer Tscheremosch“) im Dorf Usteriky und fließt dann in nordöstliche Richtung als Grenzfluss zwischen der Oblast Iwano-Frankiwsk linksseitig und der Oblast Tscherniwzi rechtsseitig. Dabei durchfließt er die Orte Kuty, Wyschnyzja und Waschkiwzi und mündet schließlich bei der Siedlung städtischen Typs Nepolokiwzi in den Pruth.
Die Länge des Flusses beträgt 80 Kilometer, das gesamte Einzugsgebiet umfasst 2560 km².
Der Tscheremosch bildet eine der historischen Grenzen zwischen Galizien und der Bukowina, zwischen 1919 und 1939 bildete der Fluss die Grenze zwischen Rumänien und Polen.
Auf dem Tschornyj Tscheremosch werden Rafting-Touren angeboten. Der Schwierigkeitsgrad liegt bei 2–3.